# Chuck Comeau
Charles-André "Chuck" Comeau (pronunciado cнυ;cĸ coм:eó; Montreal, Quebec, 17 de septiembre de 1979) es un músico franco-canadiense, más conocido por ser el baterista del grupo pop punk Simple Plan. En la actualidad utiliza tambores Drum Workshop y platillos Zildjian.

## Biografía
Comeau comenzó su carrera musical en la banda Reset con su compañero Pierre Bouvier. Después de que saliera al mercado el primer CD de la banda, Comeau dejó el grupo y se dirigió a la Universidad McGill para obtener una licenciatura en derecho, con la intención de seguir los pasos de su padre como abogado.
Luego de reunirse con Bouvier en un concierto, pronto dejó la universidad y ayudó a Bouvier a establecer la banda Simple Plan. En Simple Plan, Comeau, junto con Bouvier, son los principales escritores de las canciones. A veces se le identifica como "el" escritor de la banda ya que escribe la mayoría de las letras, escribe los conceptos, y escribe los guiones para los videos musicales de Simple Plan.

## Role Model Clothing
La marca de ropa "Role Model" es una línea de ropa propiedad de Bouvier, Langlois y Comeau (a menudo los integrantes del grupo lucen las camisas de dicha marca en el escenario y en los vídeos musicales de la banda). La principal línea de productos de la marca son camisetas, que invariablemente incluyen las palabras "Role Model" en el diseño. Erik Chandler, de la banda "Bowling for Soup", a menudo utiliza una camiseta de Role Model. Aunque actualmente ya no producen más ropa "Role Model", Comeau asegura que algún día volverán a enfocarse en el diseño de esta.

## Vida personal
Los miembros de la banda no suelen hablar sobre su vida personal. Chuck salió con la exluchadora profesional y modelo Ashley Massaro, quien le fue infiel, a raíz de esto Chuck escribió la canción Your Love Is A Lie. El 8 de junio de 2014 se casó con Jacqueline Napal.

## Filmografía

### Director
- Simple Plan: Still Not Getting Any... (2004) (V) (codirector)
- Simple Plan: A Big Package for You (2003) (V)
- Sébastien Lefebvre: "I Fall For You" - vídeo musical (2009) (V)

### Actor
- New York Minute(2004/I) .... Simple Plan
- The New Tom Green Show (1 episodio, 2003)

### Participación
- Simple Plan: MTV Hard Rock Live (2005) (V)
- Simple Plan: A Big Package for You (2003) (V)
- Simple Plan: Still Not Getting Any... (2004) (V)
- Simple Plan: Simple Plan (2008) (V)
- Punk Rock Holocaust (2004) (V)
- "What's New, Scooby-Doo?" (1 episodio)